# Fleurville
Fleurville – miejscowość i gmina we Francji, w regionie Burgundia-Franche-Comté, w departamencie Saona i Loara.
Według danych na rok 1990 gminę zamieszkiwało 485 osób, a gęstość zaludnienia wynosiła 124 osoby/km² (wśród 2044 gmin Burgundii Fleurville plasuje się na 469. miejscu pod względem liczby ludności, natomiast pod względem powierzchni na miejscu 1292.).